# Nucras caesicaudata
Nucras caesicaudata — вид ящірок родини ящіркових (Lacertidae). Мешкає в Південній Африці.

## Поширення і екологія
Nucras caesicaudata поширені на півдні Мозамбіку, на південному сході Зімбабве та в провінції Лімпопо на північному сході ПАР, зокрема в національних парках Гонарежу і Крюгер. Вони живуть на піщаних ділянках в сухих саванах, в заростях сандвельд. Зустрічаються на висоті від 60 до 300 м над рівнем моря. Живляться комахами, відкладають яйця.